# Любімов Олександр Михайлович
Любімов Олександр Михайлович (25 лютого 1879, Пальцеве, Курська губернія — 19 січня 1955, Ленінград) — художник, графік і педагог, портретист, жанровий живописець. Професор  Ленінградського інституту живопису, скульптури та архітектури імені І. Ю. Рєпіна та Санкт-Петербургская художественно-промышленная академия имени А. Л. Штиглица, член Ленінградської Спілки художників.

## Біография
Народився Олександр Любимов в 1879, в селі Пальцеву, Дмитрівського повіту, Курської губернії в родині дворянина. У 1892 сім'я Любимових переїхала спочатку до Курська, а потім в Санкт-Петербург.
У 1895-1901 навчався в Центральній школі технічного малювання барона А. Штігліца. З 1901 займався як вільний слухач у Вищому художньому училищі при Імператорської Академії мистецтв у майстерні Іллі Рєпіна. Отримав звання художника за картину «Каїн» (30.10.1909)
Після закінчення в 1909 Вищого художнього училища Олександр Любимов, за рекомендацією І. Ю. Рєпіна, в 1912-1919  очолював Харківське художнє училище (серед найбільш відомих учнів - Б. Косарев).
У 1927 Любимов повернувся в Ленінград. Викладав в Ленінградському інституті живопису, скульптури та архітектури (1934-1941, професор з 1939) і Вищому художньо-промисловому училищі імені В. І. Мухіної (1949-1955, професор з 1949).
Олександр Любимов брав участь у виставках з 1900. Писав портрети, жанрові та історичні композиції, пейзажі. Створював сатиричну графіку, театральні замальовки, шаржі. Працював в техніці олійного живопису, акварелі, гуаші, пастелі, олівцем малюнка. Персональні виставки творів Олександра Любимова були показані в 1949 в Ленінграді і в 1991 і 1998 в Санкт-Петербурзі.
Мальовничу манеру Олександра Любимова відрізняють багатство тональних відносин і досконалий малюнок, широке вільне письмо, використання різноманітної фактури - від пастозно покладених кольорових плям до прозорих рефлексів і тіней, що створюють об'ємно-просторову характеристику форми.
Олександр Любимов був членом Ленінградського Спілки художників з 1932.
Учнями Олександра Любимова були відомі художники і педагоги Юрій Непрінцев, Микола Тимків, Олександр Дейнека, Олександр Лактіонов, Петро Бєлоусов, Михайло Козелл та інші.
Олександр Любимов помер 19 грудня 1955 в Ленінграді на сімдесят сьомому році життя від інсульту, похований на Літераторських містках Волковського цвинтаря.
Його твори знаходяться в Державному Російському музеї, в численних музеях і приватних збірках в Росії, Франції, Великої Британії, США, Німеччини, Італії та інших країнах.